# Lihuelistata metamerica
Lihuelistata metamerica är en spindelart som först beskrevs av Cândido Firmino de Mello-Leitão 1940.  
Lihuelistata metamerica ingår i släktet Lihuelistata och familjen Filistatidae. Inga underarter finns listade i Catalogue of Life.